# Akt kierownictwa wewnętrznego
Akt kierownictwa wewnętrznego – akt prawny normujący zachowania adresatów, usytuowanych wewnątrz układu organizacyjnego administracji publicznej - adresatów podporządkowanych służbowo i organizacyjnie.
Akty obowiązują tylko te jednostki, które podległe są organowi wydającemu te akty. Nie mogą one regulować bezpośrednio sfery praw i obowiązków obywateli, nie mogą stanowić podstawy decyzji wobec osób fizycznych i prawnych.